# Wilfried Brusch
Wilfried Brusch (* 1941) ist ein deutscher Erziehungswissenschaftler.

## Leben
Nach dem Abitur 1960 studierte er Englisch, Sport und Erziehungswissenschaft an der Universität Hamburg (erstes Staatsexamen für das Lehramt an Gymnasien Sommer 1966, zweites Staatsexamen Frühjahr 1969). Nach der Promotion 1970 in Hamburg in Englischer und Amerikanischer Literaturwissenschaft, Erziehungswissenschaft und Linguistik war er von 1982 bis 2006 Professor für Erziehungswissenschaft - Didaktik der englischen Sprache und Literatur.

## Schriften (Auswahl)
- mit Klaus Heinrich Köhring: Projects in politics. Modelle und Materialien zur England- und Amerikakunde. Heidelberg 1979, ISBN 3-494-00814-0.
- Text und Gespräch in der fremdsprachlichen Erziehung. Hamburg 1986, ISBN 3-88389-901-1.
- Didaktik des Englischen. Ein Kerncurriculum in zwölf Vorlesungen. Braunschweig 2009, ISBN 978-3-507-71212-6.
- mit Hartmut Klose und Christian Vinzentius (Hrsg.): A practical guide to teaching Shakespeare. Stuttgart 2012, ISBN 978-3-12-576341-8.